# Ceriagrion bakeri
Ceriagrion bakeri е вид водно конче от семейство Coenagrionidae. Видът не е застрашен от изчезване.

## Разпространение
Разпространен е в Ангола, Гана, Гвинея, Демократична република Конго, Замбия, Кот д'Ивоар, Либерия, Нигерия, Сенегал, Сиера Леоне, Того и Уганда.